# Shoutbox
Eine Shoutbox (SB), ein Tagboard oder eine elektronische Pinnwand ist ein kleiner Bereich auf (meist privaten) Webangeboten, der als eine Art Mini-Gästebuch fungiert und somit die Lücke zwischen Gästebuch/Forum und einem echten Chat schließt.
Eine Shoutbox wird in der Regel in einen kleinen Bereich der Website integriert und regelmäßig neu geladen, um neu hinzugekommene Inhalte darstellen zu können, sodass eine reaktionsschnelle Kommunikation möglich ist. Für eine Basisfunktionalität müssen vom Webbrowser keine aktiven Inhalte wie Java-Applets oder JavaScripts dargestellt werden.